# スタンレー・カップ優勝チームの一覧

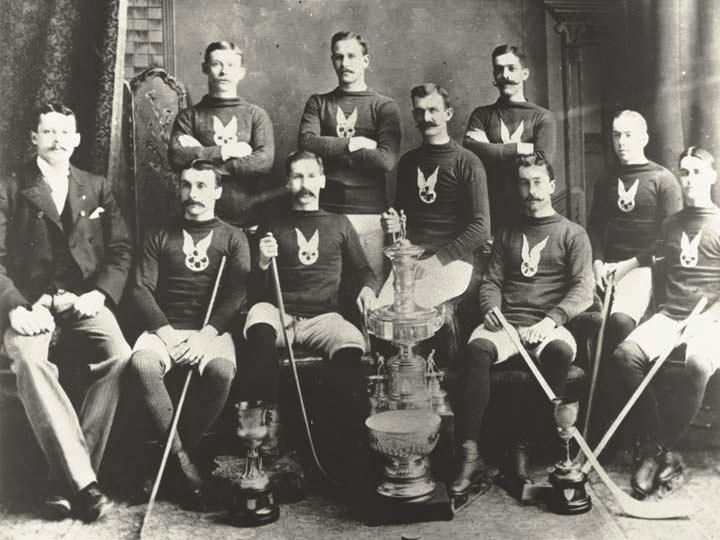
第1回優勝チーム、モントリオールAAA（1893年）

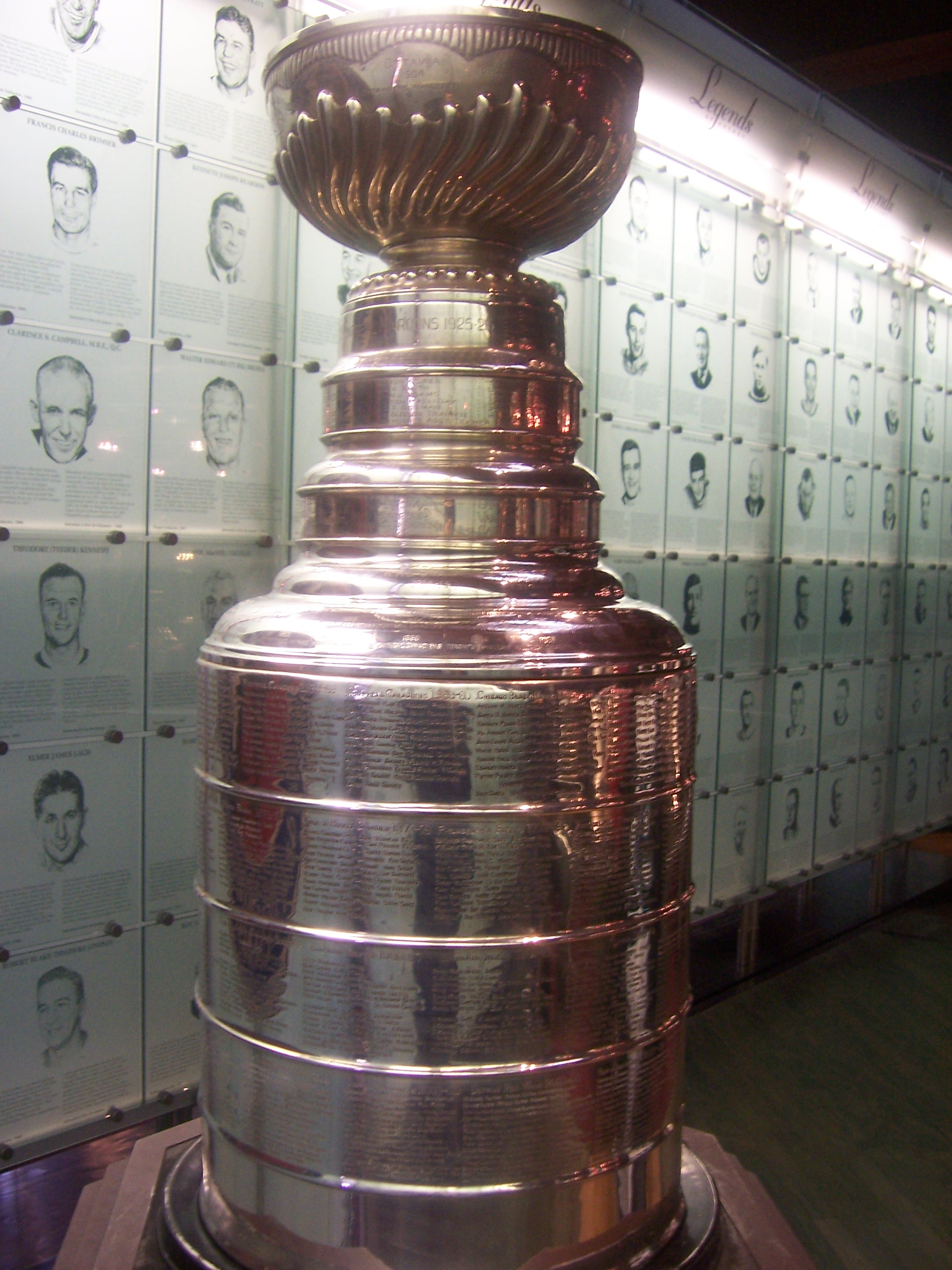
スタンレー・カップ（2006年）

スタンレー・カップ優勝チームの一覧（スタンレー・カップゆうしょうチームのいちらん）では、NHLのスタンレー・カップ優勝チーム、準優勝チームを年別（新から旧の順）にリストとして示す。
スタンレー・カップは1893年以降授与されるようになった賞で、初期には選手権チームに挑戦者チームが随時挑む方式（いわゆるチャレンジ方式）により授与されたが、後には毎年レギュラーシーズン後のプレーオフによって覇者を決する方式に改められた。このため初期の段階では一年に複数回の覇者が存在する。
1918年以降に記載されたチームの所属リーグについては、特に断りがない限りNHLである。その他のリーグについては、AHA等の省略形で示してあるので、その省略しない名称についてはカップ参加リーグを参照されたい。
| 年又は期   | 優勝チーム                                                                 | 敗戦チーム                                                                 | 勝敗                                                                       |
| ---------- | -------------------------------------------------------------------------- | -------------------------------------------------------------------------- | -------------------------------------------------------------------------- |
| 2025年     | フロリダ・パンサーズ                                                       | エドモントン・オイラーズ                                                   | 4-2                                                                        |
| 2024年     | フロリダ・パンサーズ                                                       | エドモントン・オイラーズ                                                   | 4-3                                                                        |
| 2023年     | ベガス・ゴールデンナイツ                                                   | フロリダ・パンサーズ                                                       | 4-1                                                                        |
| 2022年     | コロラド・アバランチ                                                       | タンパベイ・ライトニング                                                   | 4-2                                                                        |
| 2021年     | タンパベイ・ライトニング                                                   | モントリオール・カナディアンズ                                             | 4-1                                                                        |
| 2020年     | タンパベイ・ライトニング                                                   | ダラス・スターズ                                                           | 4-2                                                                        |
| 2019年     | セントルイス・ブルース                                                     | ボストン・ブルーインズ                                                     | 4-3                                                                        |
| 2018年     | ワシントン・キャピタルズ                                                   | ベガス・ゴールデンナイツ                                                   | 4-1                                                                        |
| 2017年     | ピッツバーグ・ペンギンズ                                                   | ナッシュビル・プレデターズ                                                 | 4-2                                                                        |
| 2016年     | ピッツバーグ・ペンギンズ                                                   | サンノゼ・シャークス                                                       | 4-2                                                                        |
| 2015年     | シカゴ・ブラックホークス                                                   | タンパベイ・ライトニング                                                   | 4-2                                                                        |
| 2014年     | ロサンゼルス・キングス                                                     | ニューヨーク・レンジャース                                                 | 4-1                                                                        |
| 2013年     | シカゴ・ブラックホークス                                                   | ボストン・ブルーインズ                                                     | 4-2                                                                        |
| 2012年     | ロサンゼルス・キングス                                                     | ニュージャージー・デビルス                                                 | 4-2                                                                        |
| 2011年     | ボストン・ブルーインズ                                                     | バンクーバー・カナックス                                                   | 4-3                                                                        |
| 2010年     | シカゴ・ブラックホークス                                                   | フィラデルフィア・フライヤーズ                                             | 4-2                                                                        |
| 2009年     | ピッツバーグ・ペンギンズ                                                   | デトロイト・レッドウイングス                                               | 4-3                                                                        |
| 2008年     | デトロイト・レッドウィングス                                               | ピッツバーグ・ペンギンズ                                                   | 4-2                                                                        |
| 2007年     | アナハイム・ダックス                                                       | オタワ・セネターズ                                                         | 4-1                                                                        |
| 2006年     | カロライナ・ハリケーンズ                                                   | エドモントン・オイラーズ                                                   | 4-3                                                                        |
| 2005年     | NHLのロックアウト（2004年から2005年のNHLロックアウト）により受賞チームなし | NHLのロックアウト（2004年から2005年のNHLロックアウト）により受賞チームなし | NHLのロックアウト（2004年から2005年のNHLロックアウト）により受賞チームなし |
| 2004年     | タンパベイ・ライトニング                                                   | カルガリー・フレームス                                                     | 4-3                                                                        |
| 2003年     | ニュージャージー・デビルス                                                 | マイティーダックス・オブ・アナハイム                                       | 4-3                                                                        |
| 2002年     | デトロイト・レッドウィングス                                               | カロライナ・ハリケーンズ                                                   | 4-1                                                                        |
| 2001年     | コロラド・アバランチ                                                       | ニュージャージー・デビルス                                                 | 4-3                                                                        |
| 2000年     | ニュージャージー・デビルス                                                 | ダラス・スターズ                                                           | 4-2                                                                        |
| 1999年     | ダラス・スターズ                                                           | バッファロー・セイバーズ                                                   | 4-2                                                                        |
| 1998年     | デトロイト・レッドウィングス                                               | ワシントン・キャピタルズ                                                   | 4-0                                                                        |
| 1997年     | デトロイト・レッドウィングス                                               | フィラデルフィア・フライヤーズ                                             | 4-0                                                                        |
| 1996年     | コロラド・アバランチ                                                       | フロリダ・パンサーズ                                                       | 4-0                                                                        |
| 1995年     | ニュージャージー・デビルス                                                 | デトロイト・レッドウィングス                                               | 4-0                                                                        |
| 1994年     | ニューヨーク・レンジャース                                                 | バンクーバー・カナックス                                                   | 4-3                                                                        |
| 1993年     | モントリオール・カナディアンズ                                             | ロサンゼルス・キングス                                                     | 4-1                                                                        |
| 1992年     | ピッツバーグ・ペンギンズ                                                   | シカゴ・ブラックホークス                                                   | 4-0                                                                        |
| 1991年     | ピッツバーグ・ペンギンズ                                                   | ミネソタ・ノーススターズ                                                   | 4-2                                                                        |
| 1990年     | エドモントン・オイラーズ                                                   | ボストン・ブルーインズ                                                     | 4-1                                                                        |
| 1989年     | カルガリー・フレームス                                                     | モントリオール・カナディアンズ                                             | 4-2                                                                        |
| 1988年     | エドモントン・オイラーズ                                                   | ボストン・ブルーインズ                                                     | 4-0                                                                        |
| 1987年     | エドモントン・オイラーズ                                                   | フィラデルフィア・フライヤーズ                                             | 4-3                                                                        |
| 1986年     | モントリオール・カナディアンズ                                             | カルガリー・フレームス                                                     | 4-1                                                                        |
| 1985年     | エドモントン・オイラーズ                                                   | フィラデルフィア・フライヤーズ                                             | 4-1                                                                        |
| 1984年     | エドモントン・オイラーズ                                                   | ニューヨーク・アイランダーズ                                               | 4-1                                                                        |
| 1983年     | ニューヨーク・アイランダーズ                                               | エドモントン・オイラーズ                                                   | 4-0                                                                        |
| 1982年     | ニューヨーク・アイランダーズ                                               | バンクーバー・カナックス                                                   | 4-0                                                                        |
| 1981年     | ニューヨーク・アイランダーズ                                               | ミネソタ・ノーススターズ                                                   | 4-1                                                                        |
| 1980年     | ニューヨーク・アイランダーズ                                               | フィラデルフィア・フライヤーズ                                             | 4-2                                                                        |
| 1979年     | モントリオール・カナディアンズ                                             | ニューヨーク・レンジャース                                                 | 4-1                                                                        |
| 1978年     | モントリオール・カナディアンズ                                             | ボストン・ブルーインズ                                                     | 4-2                                                                        |
| 1977年     | モントリオール・カナディアンズ                                             | ボストン・ブルーインズ                                                     | 4-0                                                                        |
| 1976年     | モントリオール・カナディアンズ                                             | フィラデルフィア・フライヤーズ                                             | 4-0                                                                        |
| 1975年     | フィラデルフィア・フライヤーズ                                             | バッファロー・セイバーズ                                                   | 4-2                                                                        |
| 1974年     | フィラデルフィア・フライヤーズ                                             | ボストン・ブルーインズ                                                     | 4-2                                                                        |
| 1973年     | モントリオール・カナディアンズ                                             | シカゴ・ブラックホークス                                                   | 4-2                                                                        |
| 1972年     | ボストン・ブルーインズ                                                     | ニューヨーク・レンジャース                                                 | 4-2                                                                        |
| 1971年     | モントリオール・カナディアンズ                                             | シカゴ・ブラックホークス                                                   | 4-3                                                                        |
| 1970年     | ボストン・ブルーインズ                                                     | セントルイス・ブルース                                                     | 4-0                                                                        |
| 1969年     | モントリオール・カナディアンズ                                             | セントルイス・ブルース                                                     | 4-0                                                                        |
| 1968年     | モントリオール・カナディアンズ                                             | セントルイス・ブルース                                                     | 4-0                                                                        |
| 1967年     | トロント・メープルリーフス                                                 | モントリオール・カナディアンズ                                             | 4-2                                                                        |
| 1966年     | モントリオール・カナディアンズ                                             | デトロイト・レッドウィングス                                               | 4-2                                                                        |
| 1965年     | モントリオール・カナディアンズ                                             | シカゴ・ブラックホークス                                                   | 4-3                                                                        |
| 1964年     | トロント・メープルリーフス                                                 | デトロイト・レッドウィングス                                               | 4-3                                                                        |
| 1963年     | トロント・メープルリーフス                                                 | デトロイト・レッドウィングス                                               | 4-1                                                                        |
| 1962年     | トロント・メープルリーフス                                                 | シカゴ・ブラックホークス                                                   | 4-2                                                                        |
| 1961年     | シカゴ・ブラックホークス                                                   | デトロイト・レッドウィングス                                               | 4-2                                                                        |
| 1960年     | モントリオール・カナディアンズ                                             | トロント・メープルリーフス                                                 | 4-0                                                                        |
| 1959年     | モントリオール・カナディアンズ                                             | トロント・メープルリーフス                                                 | 4-1                                                                        |
| 1958年     | モントリオール・カナディアンズ                                             | ボストン・ブルーインズ                                                     | 4-2                                                                        |
| 1957年     | モントリオール・カナディアンズ                                             | ボストン・ブルーインズ                                                     | 4-1                                                                        |
| 1956年     | モントリオール・カナディアンズ                                             | デトロイト・レッドウィングス                                               | 4-1                                                                        |
| 1955年     | デトロイト・レッドウィングス                                               | モントリオール・カナディアンズ                                             | 4-3                                                                        |
| 1954年     | デトロイト・レッドウィングス                                               | モントリオール・カナディアンズ                                             | 4-3                                                                        |
| 1953年     | モントリオール・カナディアンズ                                             | ボストン・ブルーインズ                                                     | 4-1                                                                        |
| 1952年     | デトロイト・レッドウィングス                                               | モントリオール・カナディアンズ                                             | 4-0                                                                        |
| 1951年     | トロント・メープルリーフス                                                 | モントリオール・カナディアンズ                                             | 4-1                                                                        |
| 1950年     | デトロイト・レッドウィングス                                               | ニューヨーク・レンジャース                                                 | 4-3                                                                        |
| 1949年     | トロント・メープルリーフス                                                 | デトロイト・レッドウィングス                                               | 4-0                                                                        |
| 1948年     | トロント・メープルリーフス                                                 | デトロイト・レッドウィングス                                               | 4-0                                                                        |
| 1947年     | トロント・メープルリーフス                                                 | モントリオール・カナディアンズ                                             | 4-2                                                                        |
| 1946年     | モントリオール・カナディアンズ                                             | ボストン・ブルーインズ                                                     | 4-1                                                                        |
| 1945年     | トロント・メープルリーフス                                                 | デトロイト・レッドウィングス                                               | 4-3                                                                        |
| 1944年     | モントリオール・カナディアンズ                                             | シカゴ・ブラックホークス                                                   | 4-0                                                                        |
| 1943年     | デトロイト・レッドウィングス                                               | ボストン・ブルーインズ                                                     | 4-0                                                                        |
| 1942年     | トロント・メープルリーフス                                                 | デトロイト・レッドウィングス                                               | 4-3                                                                        |
| 1941年     | ボストン・ブルーインズ                                                     | デトロイト・レッドウィングス                                               | 4-0                                                                        |
| 1940年     | ニューヨーク・レンジャース                                                 | トロント・メープルリーフス                                                 | 4-2                                                                        |
| 1939年     | ボストン・ブルーインズ                                                     | トロント・メープルリーフス                                                 | 4-1                                                                        |
| 1938年     | シカゴ・ブラックホークス                                                   | トロント・メープルリーフス                                                 | 3-1                                                                        |
| 1937年     | デトロイト・レッドウィングス                                               | ニューヨーク・レンジャース                                                 | 3-2                                                                        |
| 1936年     | デトロイト・レッドウィングス                                               | トロント・メープルリーフス                                                 | 3-1                                                                        |
| 1935年     | モントリオール・マルーンズ                                                 | トロント・メープルリーフス                                                 | 3-0                                                                        |
| 1934年     | シカゴ・ブラックホークス                                                   | デトロイト・レッドウィングス                                               | 3-1                                                                        |
| 1933年     | ニューヨーク・レンジャース                                                 | トロント・メープルリーフス                                                 | 3-1                                                                        |
| 1932年     | トロント・メープルリーフス                                                 | ニューヨーク・レンジャース                                                 | 3-0                                                                        |
| 1931年     | モントリオール・カナディアンズ                                             | シカゴ・ブラックホークス                                                   | 3-2                                                                        |
| 1930年     | モントリオール・カナディアンズ                                             | ボストン・ブルーインズ                                                     | 2-0                                                                        |
| 1929年     | ボストン・ブルーインズ                                                     | ニューヨーク・レンジャース                                                 | 2-0                                                                        |
| 1928年     | ニューヨーク・レンジャース                                                 | モントリオール・マルーンズ                                                 | 3-2                                                                        |
| 1927年     | オタワ・セネターズ                                                         | ボストン・ブルーインズ                                                     | 2-0-2                                                                      |
| 1926年     | モントリオール・マルーンズ                                                 | ビクトリア・クーガース (WHL)                                               | 3-1                                                                        |
| 1925年     | ビクトリア・クーガース (WHL)                                               | モントリオール・カナディアンズ                                             | 3-1                                                                        |
| 1924年     | モントリオール・カナディアンズ                                             | カルガリー・タイガース (WCHL)                                              | 2-0                                                                        |
| 1923年     | オタワ・セネターズ                                                         | バンクーバー・マルーンズ (PCHA)                                            | 3-1                                                                        |
| 1922年     | トロント・セントパトリックス                                               | バンクーバー・ミリオネアズ (PCHA)                                          | 3-2                                                                        |
| 1921年     | オタワ・セネターズ                                                         | バンクーバー・ミリオネアズ (PCHA)                                          | 3-2                                                                        |
| 1920年     | オタワ・セネターズ                                                         | シアトル・メトロポリタンズ (PCHA)                                          | 3-2                                                                        |
| 1919年     | スペイン風邪の影響により受賞チームなし                                     | スペイン風邪の影響により受賞チームなし                                     | スペイン風邪の影響により受賞チームなし                                     |
| 1918年     | トロント・アリーナズ                                                       | バンクーバー・ミリオネアズ (PCHA)                                          | 3-2                                                                        |
| 1917年     | シアトル・メトロポリタンズ (PCHA)                                          | モントリオール・カナディアンズ (NHA)                                       | 3-1                                                                        |
| 1916年     | モントリオール・カナディアンズ (NHA)                                       | ポートランド・ローズバッヅ (PCHA)                                          | 3-2                                                                        |
| 1915年     | バンクーバー・ミリオネアズ (PCHA)                                          | オタワ・セネターズ (NHA)                                                   | 3-0                                                                        |
| 1914年3月  | トロント・ブルーシャツ (NHA)                                               | ヴィクトリア・アリストクラッツ (PCHA)                                      | 3-0                                                                        |
| 1914年3月  | トロント・ブルーシャツ (NHA)                                               | モントリオール・カナディアンズ (NHA)                                       |                                                                            |
| 1913年     | ケベック・ブルドッグス (NHA)                                               | シドニー・マイナーズ                                                       |                                                                            |
| 1912年     | ケベック・ブルドッグス (NHA)                                               | モンクトン・ヴィクトリアズ (MPHL)                                          | 2-0                                                                        |
| 1911年3月  | オタワ・セネターズ (NHA)                                                   | ポートアーサー・ベアキャッツ (NOHA)                                        |                                                                            |
| 1911年3月  | オタワ・セネターズ (NHA)                                                   | ゴールト (OPHL)                                                            |                                                                            |
| 1910年3月  | モントリオール・ワンダラーズ (NHA)                                         | ベルリン・ユニオンジャックス (OPHL)                                        |                                                                            |
| 1910年1月  | オタワ・セネターズ (NHA)                                                   | エドモントン・エスキモーズ (AHL)                                           |                                                                            |
| 1910年1月  | オタワ・セネターズ (CHA)                                                   | ゴールト (OPHL)                                                            |                                                                            |
| 1909年     | オタワ・セネターズ (ECHA)                                                  | 挑戦チームなし                                                             |                                                                            |
| 1908年12月 | モントリオール・ワンダラーズ (ECAHA)                                       | エドモントン・エスキモーズ (AHL)                                           |                                                                            |
| 1908年3月  | モントリオール・ワンダラーズ (ECAHA)                                       | トロント・トロリーリーガーズ (OPHL)                                        |                                                                            |
| 1908年3月  | モントリオール・ワンダラーズ (ECAHA)                                       | ウィニペグ・メープルリーフス (MHL)                                         |                                                                            |
| 1908年1月  | モントリオール・ワンダラーズ (ECAHA)                                       | オタワ・ヴィクトリアズ (FAHL)                                              |                                                                            |
| 1907年3月  | モントリオール・ワンダラーズ (ECAHA)                                       | ケノラ・シスルズ                                                           |                                                                            |
| 1907年1月  | ケノラ・シスルズ                                                           | モントリオール・ワンダラーズ (ECAHA)                                       |                                                                            |
| 1906年12月 | モントリオール・ワンダラーズ (ECAHA)                                       | ニューグラスゴー・カブス                                                   |                                                                            |
| 1906年3月  | モントリオール・ワンダラーズ (ECAHA)                                       | オタワ・シルバーセブン (ECAHA)                                             |                                                                            |
| 1906年3月  | オタワ・シルバーセブン (ECAHA)                                             | スミス・フォールズ (FAHL)                                                  |                                                                            |
| 1906年2月  | オタワ・シルバーセブン (ECAHA)                                             | クイーンズ大学                                                             |                                                                            |
| 1905年3月  | オタワ・シルバーセブン                                                     | ラットポーテージ・シスルズ                                                 |                                                                            |
| 1905年1月  | オタワ・シルバーセブン                                                     | ドーソンシティ・ナゲッツ                                                   |                                                                            |
| 1904年3月  | オタワ・シルバーセブン                                                     | ブランドン・ウィートキングス (MNHL)                                        |                                                                            |
| 1904年3月  | オタワ・シルバーセブン                                                     | モントリオール・ワンダラーズ (FAHL)                                        |                                                                            |
| 1904年2月  | オタワ・シルバーセブン                                                     | トロント・マールボロズ (OHA)                                               |                                                                            |
| 1904年1月  | オタワ・シルバーセブン (CAHL)                                              | ウィニペグ・ローイングクラブ                                               |                                                                            |
| 1903年3月  | オタワ・シルバーセブン (CAHL)                                              | ラットポーテージ・シスルズ                                                 |                                                                            |
| 1903年3月  | オタワ・シルバーセブン (CAHL)                                              | モントリオール・ヴィクトリアズ (CAHL)                                      |                                                                            |
| 1903年2月  | モントリオールAAA (CAHL)                                                   | ウィニペグ・ヴィクトリアズ (MHL)                                           |                                                                            |
| 1902年3月  | モントリオールAAA (CAHL)                                                   | ウィニペグ・ヴィクトリアズ (MHL)                                           |                                                                            |
| 1902年1月  | ウィニペグ・ヴィクトリアズ (MHL)                                           | トロント・ウェリントンズ (OHA)                                             |                                                                            |
| 1901年     | ウィニペグ・ヴィクトリアズ (MHL)                                           | モントリオール・シャムロックス (CAHL)                                      |                                                                            |
| 1900年3月  | モントリオール・シャムロックス (CAHL)                                      | ハリファックス・クレセンツ                                                 |                                                                            |
| 1900年2月  | モントリオール・シャムロックス (CAHL)                                      | ウィニペグ・ヴィクトリアズ (MHL)                                           |                                                                            |
| 1899年3月  | モントリオール・シャムロックス (CAHL)                                      | クイーンズ大学                                                             |                                                                            |
| 1899年2月  | モントリオール・ヴィクトリアズ (CAHL)                                      | ウィニペグ・ヴィクトリアズ (MHL)                                           |                                                                            |
| 1898年     | モントリオール・ヴィクトリアズ (AHA)                                       | 挑戦チームなし                                                             |                                                                            |
| 1897年     | モントリオール・ヴィクトリアズ (AHA)                                       | オタワ・キャピタルズ (CCHA)                                                |                                                                            |
| 1896年12月 | モントリオール・ヴィクトリアズ (AHA)                                       | ウィニペグ・ヴィクトリアズ (MHL)                                           |                                                                            |
| 1896年2月  | ウィニペグ・ヴィクトリアズ (MHL)                                           | モントリオール・ヴィクトリアズ (AHA)                                       |                                                                            |
| 1895年     | モントリオール・ヴィクトリアズ (AHA)                                       | 挑戦チームなし                                                             |                                                                            |
| 1894年     | モントリオールAAA (AHA)                                                    | オタワ・ゼネラルズ (AHA)                                                   |                                                                            |
| 1893年     | モントリオールAAA (AHA)                                                    | 挑戦チームなし                                                             |                                                                            |